# بولوریا
بولوریا (نام علمی: Bulweria) نام یک سرده از تیره کبوتردریاییان است.